# Louis Balsan (1911-1982)
Pour les articles homonymes, voir Louis Balsan, Balsan et Famille Balsan.
Louis Balsan, né le 22 octobre 1911 à Paris et mort le 22 mai 1982 à Ballainvilliers (Essonne), est un industriel, résistant et bobeur français.

## Biographie

### Jeunesse et études
Louis Balsan est le fils de l'industriel Jean Balsan, régent de la Banque de France et président de l'Union des syndicats patronaux des industries textiles, et le petit-fils de Charles Balsan et de Maurice Ternaux-Compans. Marié à la sœur d'Ernest-Antoine Seillière, il est le père d'Humbert Balsan.
Il suit ses études à l'École libre des sciences politiques et à l'université Harvard en 1933.

### Parcours professionnel
Il participe comme bobeur aux Jeux olympiques d'hiver de 1932 et aux Jeux olympiques d'hiver de 1936.
Pendant la Seconde Guerre mondiale, en 1942, Balsan est arrête par la Gestapo pour avoir participé à des activités de résistance. Il est emmené à Mauthausen, puis au sous-camp du col de Loibl, jusqu'à ce que la 8e armée (Royaume-Uni) libère la région en 1945. Il a écrit un témoignage de sa vie dans les camps de concentration dans Le Ver Luisant.
En 1954, il succède à son cousin François Balsan aux rênes de l'entreprise familiale. Il dirige l'entreprise avec un esprit visionnaire en l'orientant vers un procédé nouveau qu'il rapporte des États-Unis : le tuftage, opération qui vise à confectionner de la moquette avec une machine à tufter. L'entreprise se diversifie alors avec la fabrication de moquette et de tapis tuftés de cinq mètres de large sur des machines uniques en France. Il investit également dans les machines à teindre. Le développement social de l'entreprise se poursuit avec l'introduction de stages rémunérés, la création d’une crèche et d'un restaurant d'entreprise. Il devient vice-président des Établissements Balsan en 1969. En 1972, Louis Balsan décide de la construction d’une nouvelle usine à Corbilly (Arthon) suivant le concept novateur pour l'époque d'« usine à la campagne ». Inaugurée le 22 juin 1974, l'usine connaît quelques difficultés qui conduiront Louis Balsan à céder l’affaire au Groupe Textile Bidermann en mai 1975.
Balsan est conseiller général du canton de Châteauroux-Centre de 1973 à 1979, élu sous l'étiquette du Centre démocrate.